# 나가이 류타로

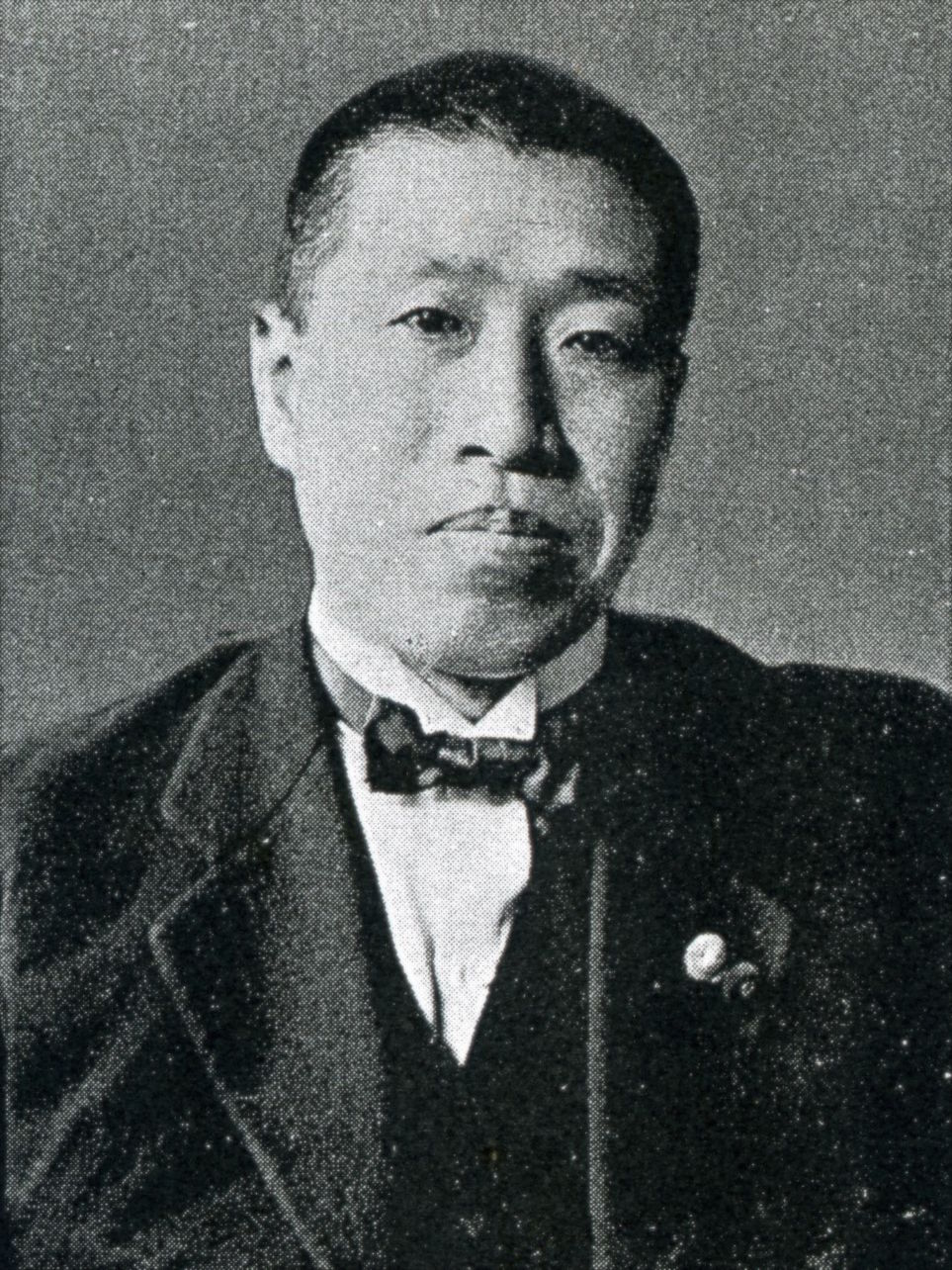
나가이 류타로

나가이 류타로(일본어: 永井柳太郎, 1881년 4월 16일 ~ 1944년 12월 4일)는 일본의 정치인으로, 헌정회·입헌민정당 소속이었다. 대일본육영회 (현 일본학생지원기구)의 창립자이기도 하며, 웅변가로서의 능력이 뛰어났다고 한다.
이시카와현 가나자와시의 사족 집안 출신으로, 와세다 대학을 졸업하였다. 와세다 대학에 다닐 당시, 와세다 대학 웅변회에서 활동했으며, 웅변회에서의 연설로 오쿠마 시게노부에게 인정 받아 영국 옥스퍼드 대학교에 유학하였다. 귀국 후에는 와세다 대학에서 교편을 잡았다.
1917년 제13회 중의원 의원 총선거에 입후보했으나, 입헌정우회 소속의 나카하시 도쿠고로(中橋徳五郎) 에게 패하였다. 1920년 제14회 중의원 의원 총선거에서 첫 당선됐으며, 이후 연속으로 여덟 번 당선돼, 사이토 내각의 척무대신, 제1차 고노에 내각의 체신대신, 아베 노부유키 내각의 철도 대신, 체신대신을 겸임하였다.
둘째 아들 나가이 미치오 (永井道雄)는 미키 내각의 문부대신, 손자 사메지마 무네아키 (鮫島宗明)는 민주당 소속 중의원 의원을 지냈으며, 세이부 그룹 (西武グループ) 총수 쓰쓰미 야스지로 (堤康次郎) 와는 친척 관계이다.